# Daredevil Jack
.]]

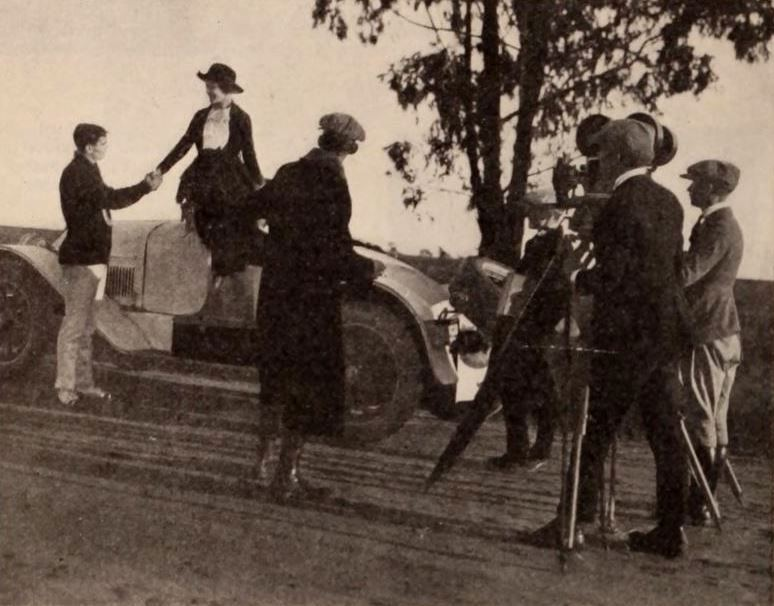
Cena do seriado Daredevil Jack, apresentando Jack Dempsey e Josie Sedgwick na p. 92 de 10 de janeiro de 1920, Exhibitors Herald.

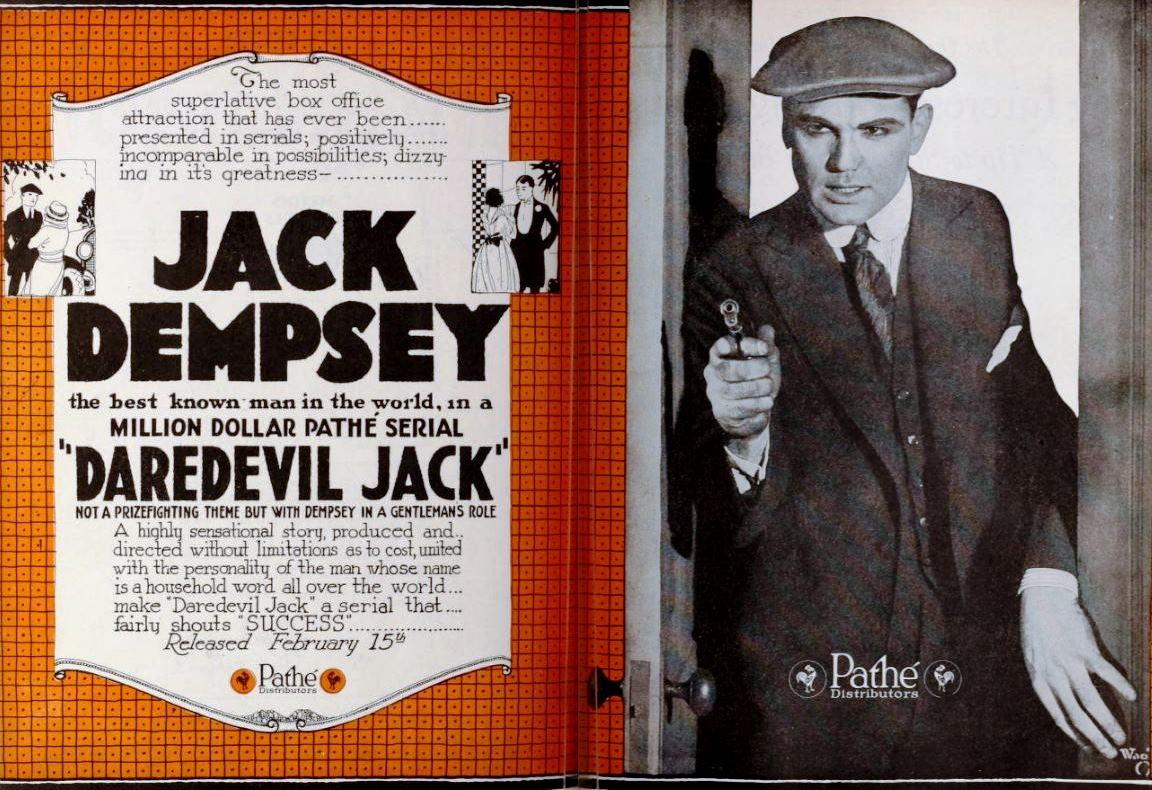
Anúncio do seriado, apresentando [Jack Dempsey.

Daredevil Jack, também conhecido como Daredevil Durrant, Dead or Alive ou The Adventures of Daredevil Jack, é um seriado estadunidense de 1920, no gênero ação, dirigido por W. S. Van Dyke, em 15 capítulos, estrelado por Jack Dempsey e Josie Sedgwick. Foi produzido pela Astra Film Corporation, distribuído pela Pathé Exchange, e veiculou nos cinemas estadunidenses de 15 de fevereiro a 23 de maio de 1920.
Uma cópia incompleta está guardada na UCLA Film & Television Archive.

## Enredo
Jack Derry, jogador importante em seu colégio, está correndo ao longo de uma estrada, quando vê Glory Billings nas mãos de três bandidos. Jack resgata a jovem e a acompanha até sua casa, onde encontra seu irmão adotivo, Edgar Billings e seu pai, Leonard Billings. Os Billings pressupõem que os homens estavam tentando roubar o bracelete de Glory que, quando combinado com um bracelete correspondente, mostra a localização de um grande depósito de óleo que o pai de Glory encontrara.
O pai de Jack, há algum tempo, fora mandado para a prisão, e Jack descobre que os Billings são os responsáveis pelo fato. O vilão Meeney e sua gangue de assassinos tentam matar Jack com uma explosão durante o jogo de futebol, mas seu truque é descoberto. Jack descobre que um mineiro chamado Jordan, vivendo em Wyoming, sabe a verdade sobre seu pai e o porque ele foi enquadrado.
Quando Jack escapa de Meeney, precisa de dinheiro para viajar para o oeste, então entra em uma luta de boxe contra Battling Barrows, onde há um prêmio de $200 para o vencedor. Ele ganha a luta e vai para o oeste, sabendo que Glory e Billings também estão indo para o Wyoming. McManus, o capanga índio de Meeney, faz uma armadilha para Glory e sua empregada Molly, na tentativa de roubar o bracelete, e quando Jack tenta resgatá-las, McManus o arremessa do trem.
Glória e Molly são capturadas pela quadrilha e levadas para o único hotel em St Cristianna, onde Jack encontrara trabalho como garçom. Eles escapam, mas mais tarde são capturados por uma gangue de bandidos mexicanos. O líder dos bandidos é o diabólico Royce Rivers, que se insinua para Glory, mas através de artifícios, ela libera Jack e eles escapam juntos. Jack é preso e Rivers, que obteve uma carta provando a inocência do pai de Jack, compromete-se a dar os papéis a Jack e dar-lhe a carta em troca do bracelete de Glory. Jack é liberado e encontra Jordan, que é forçado a escrever uma carta atestando a inocência do pai de Jack.
Jack escapa com a carta, mas não está assinada, e Jack precisa de dinheiro para contratar um especialista em escrita para avaliar o documento que está na mão de Jordan. Novamente, ele entra em uma luta por prêmio com um pugilista local e ganha para começar uma batalha legal para libertar seu pai. Glory e Molly se escondem em um rancho, mas são descobertos por Edgar, que sequestra Glory. O mordomo, que vem para ajudá-la, revela ser Kent, parceiro do pai de Glory e proprietário de parte do óleo possuído pelos Billings.
Antes que ele possa provar sua reivindicação, Billings rouba os braceletes e descobre que o Lago de óleo fica sob a propriedade de Jim Collins. Antes que ele possa comprar a terra, Jack encontra Collins e obtém uma autorização para comprar a propriedade. O testemunho de Jordan é autenticado, o pai de Jack é liberado e Billings e River são presos.

## Elenco
- Jack Dempsey - Jack Derry
- Josie Sedgwick - Glory Billings

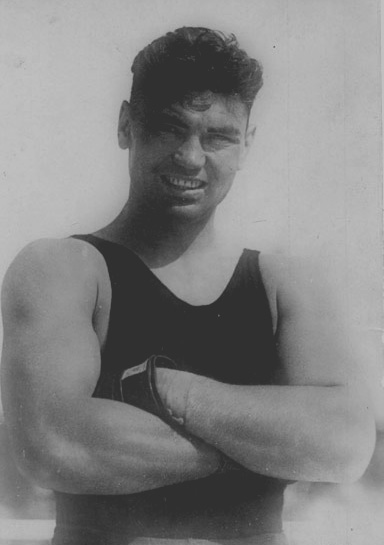
Jack Dempsey, campeão mundial de pesos-pesados entre 1919 e 1926, interpreta o papel principal em Daredevil Jack.

- Herschel Mayall - Leonard Billigns
- Albert R. Cody - Edgar Billings
- Ruth Langdon - Ninette (creditada Ruth Langston)
- Edward Hearn - Cyril Dennison
- Clyde Benson - The Butler
- Frank Lanning - MacManus, the Indian
- Aggie Herring - Mrs. Corcoran
- W. C. Robinson - Gang Member (creditado Spike Robinson)
- Al Kaufman - Gang Member
- S.E. Jennings - Gang Member
- Lon Chaney - Royce Rivers (este foi o único seriado de Chaney)
- Frank Coghlan Jr. (creditado Junior Coghlan)
- Edgar Kennedy
- Bull Montana
- Fred Starr (creditado Frederick Starr)
- Carl Stockdale

## Capítulos
1. The mysterious Bracelets
2. The Ball of Death
3. Wheels of Fate
4. Shanghaied
5. The Race for Glory
6. A Skirmish of Wits
7. A Blow in the Dark
8. Blinding Hate
9. Phantoms of Treachery
10. Paths of Destruction
11. Flames of Wrath
12. The Unseen Menace
13. Baiting the Trap
14. A Terrible Vengeance
15. The Triple Chase